# جورج كوب
جورج كوب (بالإنجليزية: George Cobb)‏ هو لاعب كرة قاعدة أمريكي، ولد في 25 سبتمبر 1865 في إنديبيندينس في الولايات المتحدة، وتوفي في 19 أغسطس 1926 في بومونا في الولايات المتحدة.

## وصلات خارجية
- جورج كوب على موقعبيزبول رفرنس.كوم (الدوري الرئيسي) (الإنجليزية)
- جورج كوب على موقعبيزبول رفرنس.كوم (الدوري الثانوي) (الإنجليزية)